# 紐約州第四國會選區
紐約州第四國會選區（英語：New York's 4th congressional district）是美国纽约州的一個國會選區，選區範圍為位於長島的拿骚郡中部及南部。根據2010年美國人口普查，該選區有717,708名居民，其中白人佔53.47%，非裔佔14.58%，亞裔佔6.78%，拉丁裔佔23.85%，美國原住民佔0.16%，4.16%為其他。
2023年起，共和黨的安東尼·德埃斯波西托為當區眾議員。